# Grouvellinus
Grouvellinus (лат.) — род полуводных жуков из семейства речники (Elmidae).

## Распространение
Юго-Восточная Азия и Палеарктика. Китай, Индия, Индонезия, Корея, Малайзия, Мьянма, Непал, Вьетнам, Тайвань, Япония, а также Европа (Греция, Россия), Центральная Азия (Афганистан, Казахстан, Киргизия, Таджикистан, Туркменистан, Узбекистан), Израиль, Ирак, Иран, Ливан, Сирия, Турция, Закавказье (Армения, Грузия).

## Описание
Тело обратнояйцевидное, удлиненное обратнояйцевидное или широкояйцевидное, хорошо выпуклое дорсально. Антенны короткие, 11-сегментные. Первый сегмент слабо вздутый, второй сегмент отчётливо удлинённый и вздутый, третий сегмент маленький в основании и отчётливо вздутый к вершине, 4—8-й сегменты маленькие и короткие, последние 3 усика отчётливо расширены, образуя рыхлую булаву. Большинство видов без срединного вдавления или киля на переднеспинке, только один вид Grouvellinus carus с овальным срединным дискальным вдавлением, а некоторые виды с срединным килем; с парой сублатеральных килей (у некоторых видов сублатеральные кили вестигиальные, нечётко окаймленные). Надкрылья субпараллельны в базальных 2/3, дистальная 1/3 слабо или отчётливо опущена у большинства видов (У Grouvellinus spnaericus надкрылья субпараллельны в базальной половине и отчётливо опущены в дистальной). Интервалы надкрылий 7, 8 или 5, 7, 8, или 3, 5, 7, 8 килеватые. Передние голени с медиально-апикальной бахромой волосков. Пенис с развитыми апофизами, у большинства видов апофизы пениса достигают основания фаллобазы, у других видов апофизы пениса по крайней мере достигают базальной половины фаллобазы.

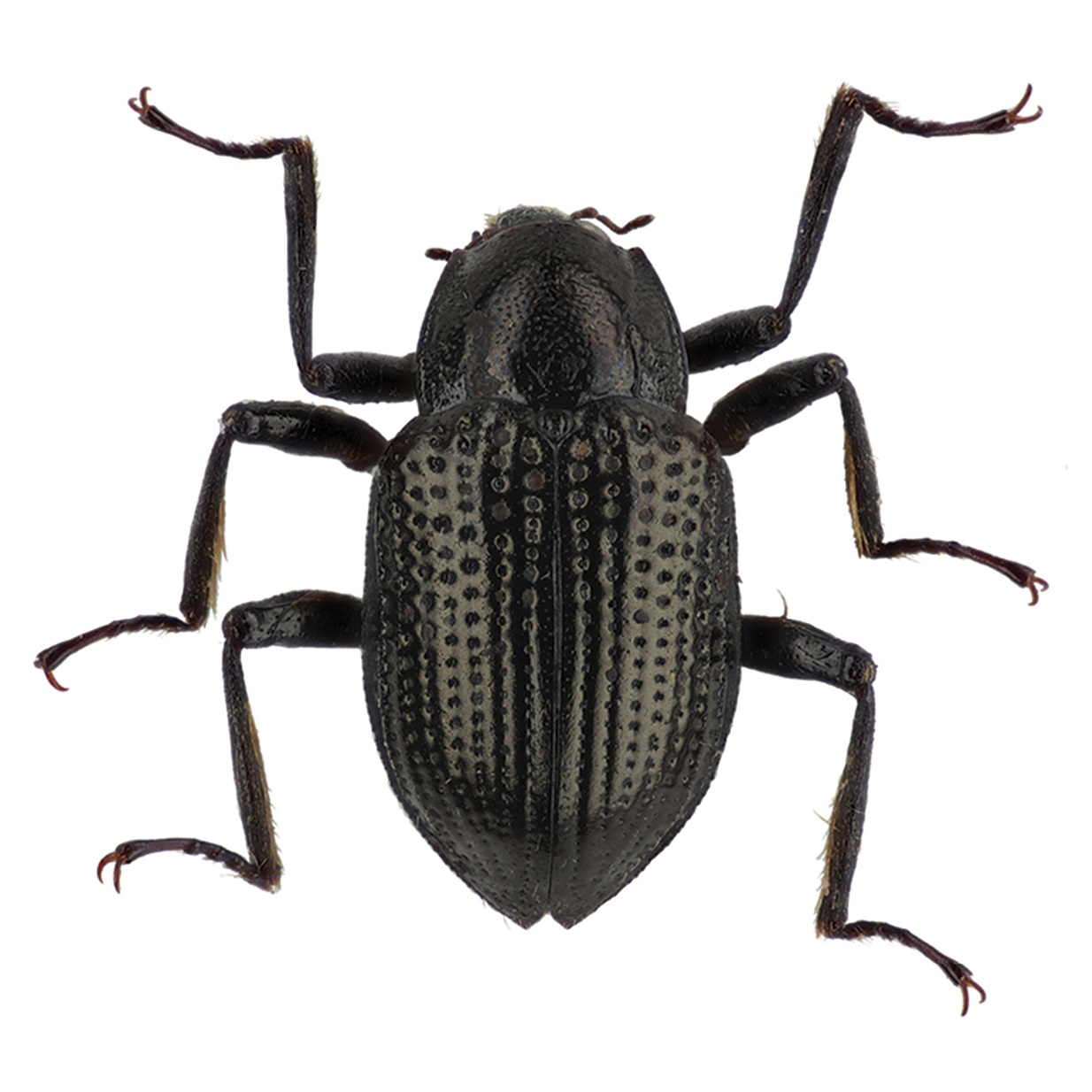
Grouvellinus leonardodicaprioi
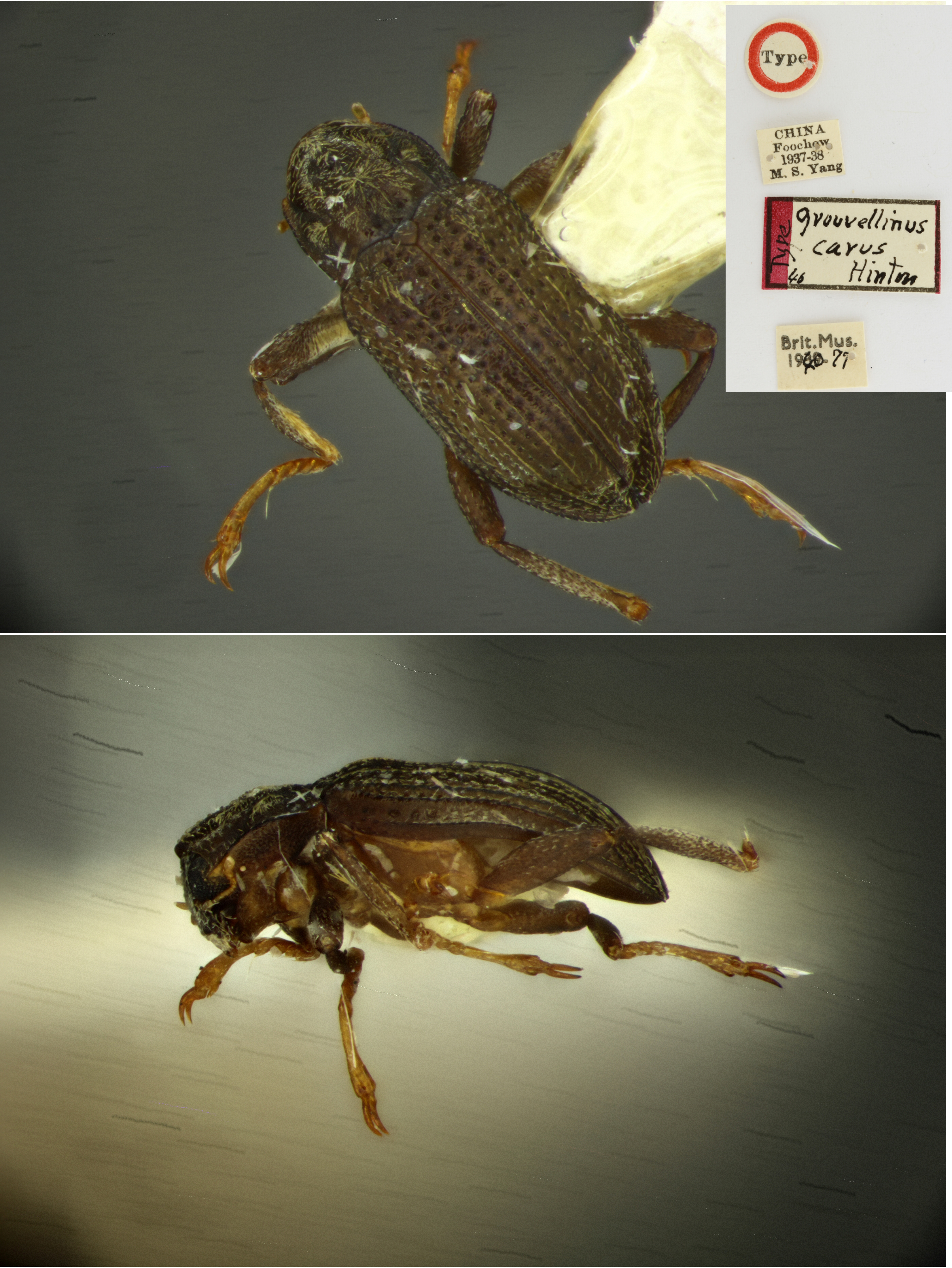
Grouvellinus carus
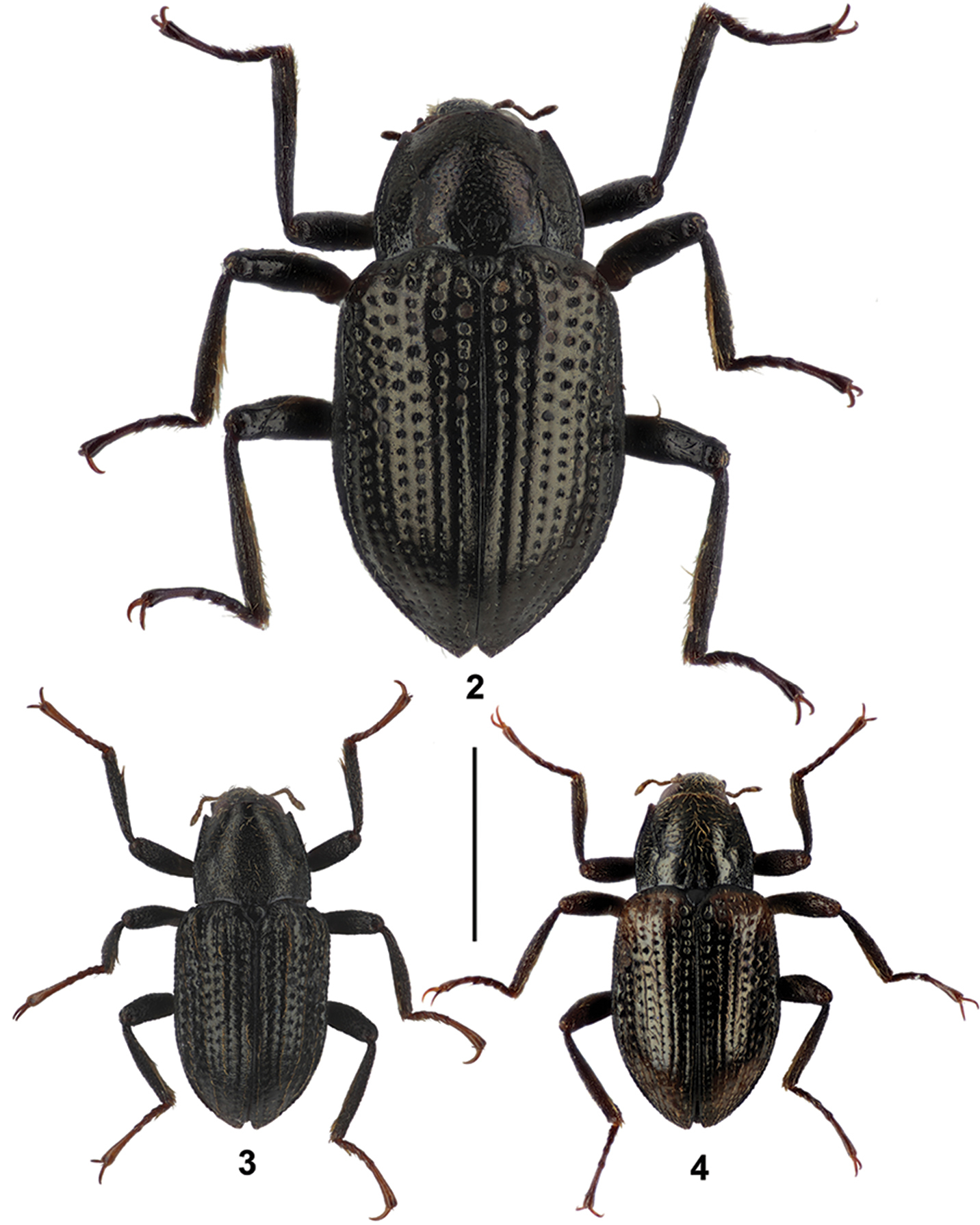
Grouvellinus quest

## Классификация
Около 50 видов. Род назван в честь французского энтомолога Antoine Henri Grouvelle (1843—1917):
- Grouvellinus acutus  Bian & Jäch, 2018
- Grouvellinus aeneus  (Grouvelle, 1896)
- Grouvellinus amabilis  Delève, 1970
- Grouvellinus andrekuipersi  Freitag, Pangantihon & Njunjić, 2018[11]
- Grouvellinus babai  Nomura, 1963
- Grouvellinus bishopi  Jäch, 1984[7]
- Grouvellinus borneensis  Freitag, Molls & Bouma, 2019
- Grouvellinus brevior  Jäch, 1984
- Grouvellinus carinatus  Jäch, 1984
- Grouvellinus carus  Hinton, 1941
- Grouvellinus caucasicus  (Motschulsky, 1839)
- Grouvellinus caucasicus  (Victor, 1839)
- Grouvellinus chinensis  Maran, 1939
- Grouvellinus cruxniger Freitag, Molls & Bouma, 2019
- Grouvellinus caucasicus (Victor, 1839)typus (Macronychus)[12]
- Grouvellinus denticulatus  Bian & Jäch, 2018
- Grouvellinus duplaris  Champion, 1923[1]
- Grouvellinus elongatus Bian & Zhang, 2023[5]
- Grouvellinus frater  (Grouvelle, 1896)
- Grouvellinus hadroscelis  Jäch, 1984
- Grouvellinus hercules  Jäch, 1984
- Grouvellinus hygropetricus  Jeng & Yang, 1998
- Grouvellinus impressus  Jäch, 1984
- Grouvellinus leonardodicaprioi Freitag, Pangantihon & Njunjić, 2018[13]
- Grouvellinus ligulaceus Bian & Zhang, 2023
- Grouvellinus lubricus Bian & Zhang, 2023
- Grouvellinus macilentus Bian & Zhang, 2023
- Grouvellinus marginatus  (Kôno, 1934)
- Grouvellinus modiglianii  (Grouvelle, 1896)
- Grouvellinus montanus  Jeng & Yang, 1998
- Grouvellinus nepalensis  Delève, 1970
- Grouvellinus nitidus Nomura, 1963
- Grouvellinus nujiangensis Bian & Zhang, 2023
- Grouvellinus orbiculatus  Dongju & Sun, 2016[14]
- Grouvellinus pelacoti  Delève, 1970
- Grouvellinus pengi Bian & Zhang, 2023
- Grouvellinus pilosus  Jeng & Yang, 1998
- Grouvellinus punctatostriatus  Bollow, 1940
- Grouvellinus quest Freitag et al., 2018
- Grouvellinus rioloides  (Reitter, 1887)
- Grouvellinus sagittatus  Dongju & Sun, 2016
- Grouvellinus sculptus  Bollow, 1940
- Grouvellinus setosus  Delève, 1970
- Grouvellinus silius  Hinton, 1941
- Grouvellinus sinensis  (Grouvelle, 1906)
- Grouvellinus spiculatus Bian & Zhang, 2023
- Grouvellinus spnaericus Bian & Zhang, 2023[5]
- Grouvellinus subopacus  Nomura, 1962
- Grouvellinus sumatrensis  Jäch, 1984
- Grouvellinus thienemanni Jäch, 1984
- Grouvellinus tibetanus Jäch, 1984
- Grouvellinus tonkinus (Grouvelle, 1889)
- Grouvellinus unicostatus Champion, 1923